# ایلیا چرنوسوف
ایلیا چرنوسوف (روسی: Илья Григорьевич Черноу́сов؛ ۷ اوت ۱۹۸۶ – ) اسکی‌باز صحرانوردی اهل روسیه بود.